# テスタマッタ
テスタマッタ (Testa Matta) は日本の競走馬。2009年ジャパンダートダービー・2012年フェブラリーステークス優勝。馬名の由来はイタリア語で「クリエイティブな意味合いでクレイジー」。

## 戦歴

### 2008年・2009年

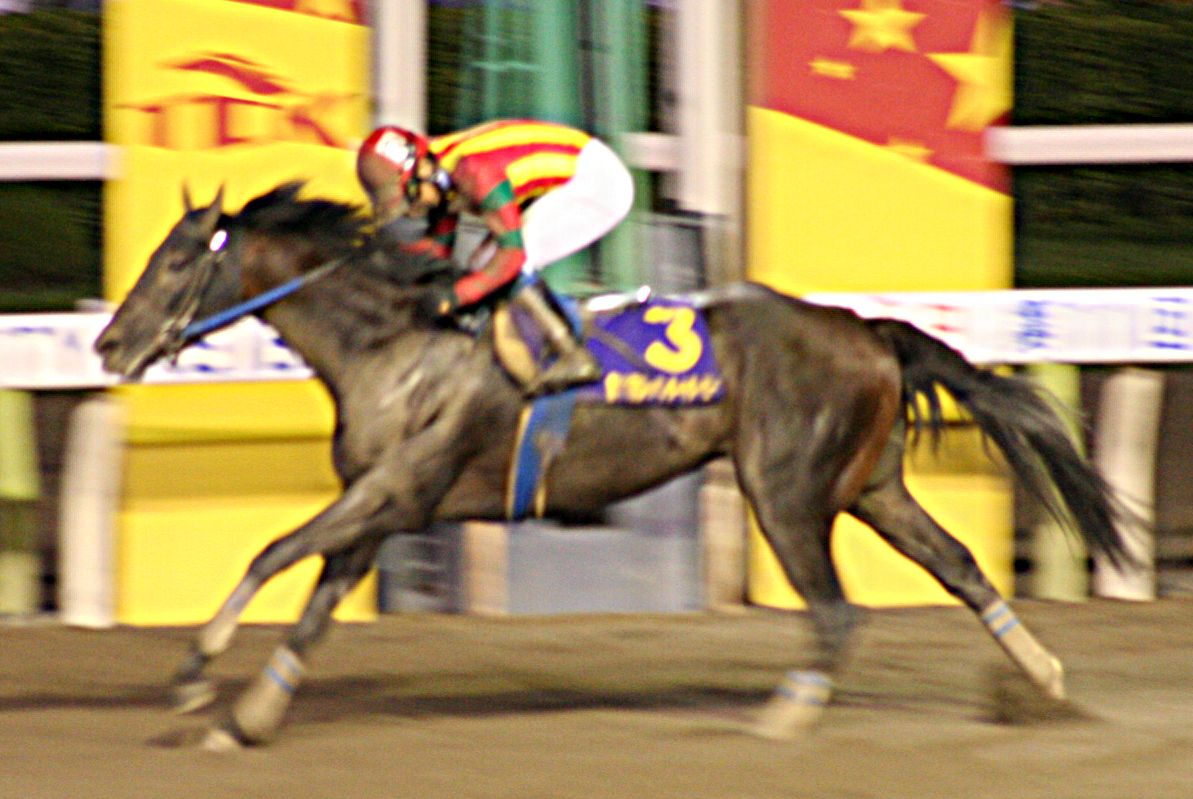
2009年ジャパンダートダービー

バレッツ・2008マーチ・セレクトセールにて6万ドルにて落札される。
2008年秋のデビュー戦を勝ち上がり、同時に村山厩舎は開業初勝利を記録。その後クラシックを目標に芝路線を歩むもの、エリカ賞4着の他は目立つ戦果を挙げられずダートに路線変更となる。
初ダートとなった平場、さらに特別戦を連勝しジャパンダートダービーに出走。スーニ・ゴールデンチケット・シルクメビウスら重賞ウィナー3頭から離された4番人気に甘んじたもののレースは2着に2馬身差をつけで優勝。厩舎、馬共に重賞初制覇となった。休養を挟み、武蔵野ステークスに出走したが、見せ場なく11着に終わった。続く浦和記念では好位から直線で抜け出すものの3着だった。
浦和記念終了後に騎乗していたクリストフ・スミヨンから喉の異常を指摘され、検査した結果、喉頭蓋エントラップメントの発症が発覚したためジャパンカップダートを回避し手術を受けることになった。

### 2010年
明け4歳になり、喉手術後の初戦となった川崎記念では3着に好走した。続いて出走したフェブラリーステークスでは中団追走から直線鋭く伸び、エスポワールシチーに2馬身半差の2着に入った。しかし、2月24日に右橈側手根骨々折の発症が発覚したため、休養を余儀なくされた。
骨折休養を終えて、9月23日の日本テレビ盃で戦列復帰。中団から追い上げるも4着止まりだった。続くマイルチャンピオンシップ南部杯では中団追走も直線で伸びを欠いてしまい6着に敗れた。

### 2011年

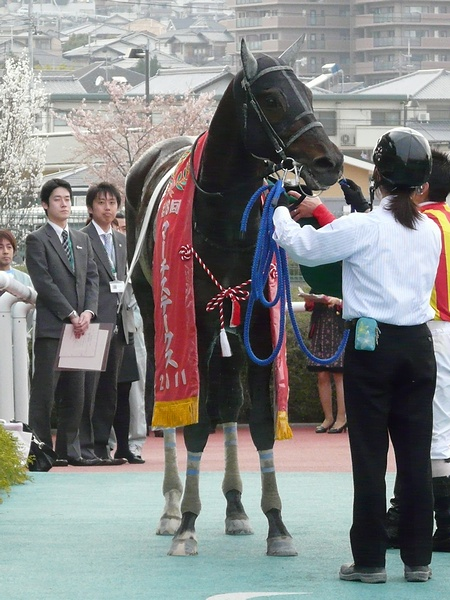
2011年マーチS

明け5歳になり、1月26日の川崎記念に出走を予定していたが、疾病のため出走取消となった。仁川ステークスでは出遅れから、道中3番手まで位置をあげたがワンダーアキュートの3着となった。マーチステークスでは中団追走から直線で力強く伸びてジャパンダートダービー以来の勝利を飾った。続く東海ステークスでは好位中団からのレースで4着、大沼ステークスでは1番人気に支持されるも、直線で伸びず7着に敗れた。マリーンステークスでは3コーナーからまくり上げて進出したがランフォルセの2着に敗れた。休養を挟み、武蔵野ステークスに出走、後方から追いあげるも7着。ジャパンカップダートでは見せ場なく12着に終わった。暮れの大一番の東京大賞典では3番手で追走しスマートファルコンの3着となった。

### 2012年
1月29日の根岸ステークスでは後方から追い込んで3着となった。2月19日のフェブラリーステークスでは道中後方で待機し直線で大外から一気の末脚を繰り出して先頭に立つと、後方から追い込んだシルクフォーチュンに2馬身差をつけて快勝した。5月2日のかしわ記念では中団に位置し、最後の直線で脚を伸ばすがエスポワールシチーの3着に敗れた。6月27日の帝王賞では中団から脚を伸ばしたがゴルトブリッツの3着に敗れた。8月16日のブリーダーズゴールドカップでは1番人気に推されたが、勝ったシビルウォーから6馬身離された2着に敗れた。11月5日のJBCクラシックは5着に終わった。

### 2013年
緒戦の根岸ステークスは6着、連覇がかかったフェブラリーステークスは7着、かしわ記念は4着と惨敗が続いていたが、さきたま杯は後方から差しきって久々の勝利を挙げた。その後4戦するが勝ちきれなかった。

### 2014年
根岸ステークスから始動したが7着。その後、右前繋部浅屈腱炎を発症していることが判明。現役を退くことが決まった。引退後は韓国で種牡馬となる。

## 主な産駒
- 2017年産
  - タッチスターマン / Touch Star Man / 터치스타맨（2020年KRAカップマイル[5]、農林畜産食品部長官杯[6]）
  - ウアリュン /  Uaryung / 우아륭 （2020年コリアンオークス）

## 競走成績
| 年月日     | 競馬場 | 競走名            | 格       | 頭数 | オッズ （人気） | オッズ （人気） | 着順 | 騎手         | 斤量 [kg] | 距離（馬場）  | タイム （上り3F） | タイム 差 | 勝ち馬/（2着馬）       |
| ---------- | ------ | ----------------- | -------- | ---- | --------------- | --------------- | ---- | ------------ | --------- | ------------- | ----------------- | --------- | ---------------------- |
| 2008.10.19 | 京都   | 2歳新馬           |          | 13   | 016.5           | 0（5人）        | 01着 | 内田博幸     | 55        | 芝1600m（良） | 1:36.1 (34.6)     | -0.0      | （アーリーロブスト）   |
| 0000.12.14 | 阪神   | エリカ賞          | 500万下  | 11   | 005.6           | 0（3人）        | 04着 | 岩田康誠     | 55        | 芝2000m（良） | 2:04.0 (36.5)     | -0.6      | アーリーロブスト       |
| 2009.04.19 | 阪神   | はなみずき賞      | 500万下  | 13   | 013.6           | 0（6人）        | 07着 | 上村洋行     | 56        | 芝1800m（良） | 1:49.1 (34.6)     | -1.1      | ロードロックスター     |
| 0000.05.09 | 京都   | 3歳500万下        |          | 11   | 023.4           | 0（7人）        | 10着 | 池添謙一     | 56        | 芝1600m（稍） | 1:36.6 (34.3)     | -0.8      | ジャングルストーン     |
| 0000.05.16 | 京都   | 3歳500万下        |          | 16   | 022.4           | 0（8人）        | 12着 | 池添謙一     | 56        | 芝1400m（良） | 1:21.9 (34.3)     | -1.2      | レオウィザード         |
| 0000.05.31 | 東京   | 3歳500万下        |          | 16   | 024.1           | 0（7人）        | 01着 | 四位洋文     | 56        | ダ1400m（重） | 1:22.8 (34.8)     | -0.1      | （エーシンビートロン） |
| 0000.06.20 | 阪神   | 出石特別          | 1000万下 | 16   | 008.6           | 0（5人）        | 01着 | 太宰啓介     | 54        | ダ1200m（良） | 1:11.0 (34.4)     | -0.2      | （マハーバリプラム）   |
| 0000.07.08 | 大井   | ジャパンDダービー | JpnI     | 13   | 011.8           | 0（4人）        | 01着 | 岩田康誠     | 56        | ダ2000m（稍） | 2:04.5 (36.8)     | -0.3      | （シルクメビウス）     |
| 0000.11.07 | 東京   | 武蔵野S           | GIII     | 13   | 007.4           | 0（4人）        | 11着 | C.スミヨン   | 58        | ダ1600m（良） | 1:36.5 (36.8)     | -1.0      | ワンダーアキュート     |
| 0000.11.25 | 浦和   | 浦和記念          | JpnII    | 11   | 005.4           | 0（3人）        | 03着 | C.スミヨン   | 56        | ダ2000m（重） | 2:07.9 (40.4)     | -0.8      | ブルーラッド           |
| 2010.01.27 | 川崎   | 川崎記念          | JpnI     | 11   | 009.9           | 0（4人）        | 03着 | 岩田康誠     | 56        | ダ2100m（良） | 2:13.1 (36.9)     | -0.4      | ヴァーミリアン         |
| 0000.02.21 | 東京   | フェブラリーS     | GI       | 16   | 013.0           | 0（5人）        | 02着 | 岩田康誠     | 57        | ダ1600m（良） | 1:35.3 (35.5)     | -0.4      | エスポワールシチー     |
| 0000.09.23 | 船橋   | 日本テレビ盃      | JpnII    | 14   | 006.4           | 0（4人）        | 04着 | 内田博幸     | 57        | ダ1800m（稍） | 1:50.6 (37.3)     | -1.8      | フリオーソ             |
| 0000.10.11 | 盛岡   | マイルCS南部杯    | JpnI     | 12   | 011.5           | 0（2人）        | 06着 | 内田博幸     | 57        | ダ1600m（稍） | 1:36.6 (36.1)     | -1.8      | オーロマイスター       |
| 2011.01.26 | 川崎   | 川崎記念          | JpnI     | 11   |                 |                 | 取消 | U.リスポリ   | 57        | ダ2100m（良） |                   |           | フリオーソ             |
| 0000.03.06 | 阪神   | 仁川S             | OP       | 14   | 007.4           | 0（4人）        | 03着 | U.リスポリ   | 56        | ダ2000m（良） | 2:04.3 (37.4)     | -0.6      | ワンダーアキュート     |
| 0000.04.10 | 阪神   | マーチS           | GIII     | 16   | 012.0           | 0（7人）        | 01着 | 四位洋文     | 58        | ダ1800m（稍） | 1:50.0 (35.6)     | -0.4      | （ブラボーデイジー）   |
| 0000.05.22 | 京都   | 東海S             | GII      | 14   | 006.5           | 0（4人）        | 04着 | 福永祐一     | 58        | ダ1900m（不） | 1:54.3 (35.8)     | -0.6      | ワンダーアキュート     |
| 0000.07.02 | 函館   | 大沼S             | OP       | 13   | 002.2           | 0（1人）        | 07着 | 四位洋文     | 58.5      | ダ1700m（良） | 1:45.1 (37.9)     | -0.9      | エーシンモアオバー     |
| 0000.07.17 | 函館   | マリーンS         | OP       | 11   | 005.1           | 0（3人）        | 02着 | 四位洋文     | 58        | ダ1700m（稍） | 1:43.5 (37.2)     | -0.4      | ランフォルセ           |
| 0000.11.13 | 東京   | 武蔵野S           | GIII     | 16   | 015.3           | 0（5人）        | 07着 | F.ベリー     | 58        | ダ1600m（稍） | 1:35.8 (35.5)     | -0.6      | ナムラタイタン         |
| 0000.12.04 | 阪神   | ジャパンCダート   | GI       | 16   | 028.7           | 0（7人）        | 12着 | 四位洋文     | 57        | ダ1800m（良） | 1:51.6 (37.9)     | -1.0      | トランセンド           |
| 0000.12.29 | 大井   | 東京大賞典        | GI       | 12   | 026.1           | 0（4人）        | 03着 | 岩田康誠     | 57        | ダ2000m（良） | 2:02.2 (38.4)     | -0.4      | スマートファルコン     |
| 2012.01.29 | 東京   | 根岸S             | GIII     | 16   | 009.7           | 0（5人）        | 03着 | 岩田康誠     | 58        | ダ1400m（良） | 1:23.7 (35.3)     | -0.2      | シルクフォーチュン     |
| 0000.02.19 | 東京   | フェブラリーS     | GI       | 16   | 024.3           | 0（7人）        | 01着 | 岩田康誠     | 57        | ダ1600m（良） | 1:35.4 (35.7)     | -0.3      | （シルクフォーチュン） |
| 0000.05.02 | 船橋   | かしわ記念        | JpnI     | 13   | 003.5           | 0（2人）        | 03着 | 岩田康誠     | 57        | ダ1600m（重） | 1:37.4 (36.9)     | -0.9      | エスポワールシチー     |
| 0000.06.27 | 大井   | 帝王賞            | JpnI     | 13   | 003.7           | 0（3人）        | 03着 | 岩田康誠     | 57        | ダ2000m（良） | 2:03.7 (36.9)     | -0.7      | ゴルトブリッツ         |
| 0000.08.16 | 門別   | ブリーダーズGC    | JpnII    | 6    | 001.6           | 0（1人）        | 02着 | 岩田康誠     | 58        | ダ2000m（重） | 2:03.9 (39.1)     | -1.2      | シビルウォー           |
| 0000.11.05 | 川崎   | JBCクラシック     | JpnI     | 13   | 006.9           | 0（4人）        | 05着 | 岩田康誠     | 57        | ダ2100m（良） | 2:14.8 (40.8)     | -2.3      | ワンダーアキュート     |
| 2013.01.27 | 東京   | 根岸S             | GIII     | 16   | 030.9           | 0（8人）        | 06着 | D.マクドノー | 59        | ダ1400m（良） | 1:24.0 (35.2)     | -0.3      | メイショウマシュウ     |
| 0000.02.17 | 東京   | フェブラリーS     | GI       | 16   | 008.4           | 0（4人）        | 07着 | 岩田康誠     | 57        | ダ1600m（良） | 1:35.5 (35.9)     | -0.4      | グレープブランデー     |
| 0000.05.06 | 船橋   | かしわ記念        | JpnI     | 11   | 011.4           | 0（4人）        | 04着 | 戸崎圭太     | 57        | ダ1600m（良） | 1:38.3 (37.3)     | -0.5      | ホッコータルマエ       |
| 0000.05.29 | 浦和   | さきたま杯        | JpnII    | 12   | 003.0           | 0（2人）        | 01着 | 戸崎圭太     | 58        | ダ1400m（良） | 1:27.4 (37.6)     | -0.1      | （セイクリムズン）     |
| 0000.06.26 | 大井   | 帝王賞            | JpnI     | 12   | 020.8           | 0（6人）        | 05着 | 戸崎圭太     | 57        | ダ2000m（不） | 2:04.6 (38.1)     | -1.6      | ホッコータルマエ       |
| 0000.10.02 | 大井   | 東京盃            | JpnII    | 15   | 004.3           | 0（3人）        | 02着 | 岩田康誠     | 58        | ダ1200m（不） | 1:11.7 (36.6)     | -0.7      | タイセイレジェンド     |
| 0000.11.04 | 金沢   | JBCスプリント     | JpnI     | 12   | 007.2           | 0（4人）        | 04着 | 川田将雅     | 57        | ダ1400m（不） | 1:27.7 (37.8)     | -0.6      | エスポワールシチー     |
| 0000.12.01 | 阪神   | ジャパンCダート   | GI       | 16   | 192.4           | （16人）        | 08着 | D.ホワイト   | 57        | ダ1800m（良） | 1:51.4 (37.0)     | -1.0      | ベルシャザール         |
| 2014.02.02 | 東京   | 根岸S             | GIII     | 16   | 050.4           | （11人）        | 07着 | 田辺裕信     | 58        | ダ1400m（良） | 1:23.7 (35.4)     | -0.3      | ゴールスキー           |

## 血統表
| テスタマッタ (Testa Matta)の血統 | テスタマッタ (Testa Matta)の血統                            | テスタマッタ (Testa Matta)の血統                            | （血統表の出典）                                            | （血統表の出典） |
| 父系                             | シアトルスルー系                                            | シアトルスルー系                                            | シアトルスルー系                                            | [ § 2 ]          |
| 父 Tapit 2001 芦毛               | 父の父Pulpit 1994 鹿毛                                      | A.P. Indy                                                   | Seattle Slew                                                | Seattle Slew     |
| 父 Tapit 2001 芦毛               | 父の父Pulpit 1994 鹿毛                                      | A.P. Indy                                                   | Weekend Surprise                                            |                  |
| 父 Tapit 2001 芦毛               | 父の父Pulpit 1994 鹿毛                                      | Preach                                                      | Mr. Prospector                                              | Mr. Prospector   |
| 父 Tapit 2001 芦毛               | 父の父Pulpit 1994 鹿毛                                      | Preach                                                      | Narrate                                                     |                  |
| 父 Tapit 2001 芦毛               | 父の母Tap Your Heels 1996 芦毛                              | Unbridled                                                   | Fappiano                                                    | Fappiano         |
| 父 Tapit 2001 芦毛               | 父の母Tap Your Heels 1996 芦毛                              | Unbridled                                                   | Gana Facil                                                  |                  |
| 父 Tapit 2001 芦毛               | 父の母Tap Your Heels 1996 芦毛                              | Ruby Slippers                                               | Nijinsky II                                                 | Nijinsky II      |
| 父 Tapit 2001 芦毛               | 父の母Tap Your Heels 1996 芦毛                              | Ruby Slippers                                               | Moon Glitter                                                |                  |
| 母 *ディフィカルト 1999 鹿毛     | 母の父Concern 1991 鹿毛                                     | Broad Brush                                                 | Ack Ack                                                     | Ack Ack          |
| 母 *ディフィカルト 1999 鹿毛     | 母の父Concern 1991 鹿毛                                     | Broad Brush                                                 | Hay Patcher                                                 |                  |
| 母 *ディフィカルト 1999 鹿毛     | 母の父Concern 1991 鹿毛                                     | Fara's Team                                                 | Tunerup                                                     | Tunerup          |
| 母 *ディフィカルト 1999 鹿毛     | 母の父Concern 1991 鹿毛                                     | Fara's Team                                                 | Specialization                                              |                  |
| 母 *ディフィカルト 1999 鹿毛     | 母の母Wings of Jove 1980 芦毛                               | Northern Jove                                               | Northern Dancer                                             | Northern Dancer  |
| 母 *ディフィカルト 1999 鹿毛     | 母の母Wings of Jove 1980 芦毛                               | Northern Jove                                               | Junonia                                                     |                  |
| 母 *ディフィカルト 1999 鹿毛     | 母の母Wings of Jove 1980 芦毛                               | Regatela                                                    | Dr. Fager                                                   | Dr. Fager        |
| 母 *ディフィカルト 1999 鹿毛     | 母の母Wings of Jove 1980 芦毛                               | Regatela                                                    | Metatela                                                    |                  |
| 母系(F-No.)                      | ディフィカルト系(FN:6-a)                                    | ディフィカルト系(FN:6-a)                                    | ディフィカルト系(FN:6-a)                                    | [ § 3 ]          |
| 5代内の近親交配                  | Northern Dancer 5×4=9.38%、Mr. Prospector 4×5=9.38%（父内） | Northern Dancer 5×4=9.38%、Mr. Prospector 4×5=9.38%（父内） | Northern Dancer 5×4=9.38%、Mr. Prospector 4×5=9.38%（父内） | [ § 4 ]          |
| 出典                             | 1. 2. 3. 4.                                                 | 1. 2. 3. 4.                                                 | 1. 2. 3. 4.                                                 | 1. 2. 3. 4.      |

- 祖母Wings of Jove米G1メイトロンステークスなど重賞2勝。
- 母の半姉Broad Smileは米G3コロンビアステークス勝ち馬。
- 祖母の半妹Dash Danceはブラジルに渡り、現地で伯G1パラナ大賞勝ち馬Impardonnableを含め、3頭の重賞勝ち馬を出している。

このほか、テスタマッタの活躍を受けて、母ディフィカルトと半姉シーズインポッシブルが相次いで繁殖牝馬として日本に輸入されており、後者からは2017年エンプレス杯・TCK女王盃勝ち馬のワンミリオンス、全日本2歳優駿勝ち馬のミリアッドラヴが出ている。